# Pijlerstructuur van de Europese Unie
Voordat het Verdrag van Lissabon in werking trad, waren de beleidsterreinen van de Europese Unie volgens het Verdrag van Maastricht opgedeeld in drie gebieden, pijlers genaamd.
Binnen elke pijler werd een ander evenwicht gevonden tussen supranationale en intergouvernmentele principes. Supranationalisme was het sterkst aanwezig in de eerste pijler, terwijl de andere twee vooral intergouvernementeel waren. In de tweede en derde pijler waren de bevoegdheden van het Europees Parlement, de Europese Commissie en het Europees Gerechtshof beperkt, maar niet afwezig. De verdragen van Amsterdam en Nice maakten ook de andere twee pijlers supranationaler.
Het Verdrag van Lissabon, dat in werking trad op 1 december 2009, schafte de pijlerstructuur af, om zo de Unie overzichtelijker te maken. De drie pijlers werden samengevoegd tot één rechtspersoon genaamd de "Europese Unie". Tot 1 december 2014 gold op grond van artikel 10 van Protocol nr. 36 betreffende de overgangsbepalingen dat het Hof van Justitie geen rechtsmacht had ten aanzien van de politiële en justitiële samenwerking in strafzaken. Sinds die datum kan de Europese Commissie ook ten aanzien van deze voormalige derde pijler inbreukprocedures starten.

## De drie pijlers
1. De eerste pijler of de 'pijler van de Europese Gemeenschap' omvatte economisch, milieu- en sociaal beleid.
2. De tweede pijler of 'pijler van het Gemeenschappelijk buitenlands en veiligheidsbeleid' (GBVB) omvatte het buitenlands beleid en militaire zaken.
3. De derde pijler of 'pijler van de Politiële en justitiële samenwerking in strafzaken' (PJSS) omvatte samenwerking in criminaliteitsbestrijding. Deze pijler, die oorspronkelijk 'Justitie en Binnenlandse Zaken' heette, werd met het Verdrag van Amsterdam afgeslankt en hernoemd, waardoor zaken als asiel en immigratie onder de eerste pijler kwamen te vallen.

| Europese Unie | Europese Unie | Europese Unie                                                                                         | Europese Unie | Europese Unie | Europese Unie | Europese Unie |
| | Eerste pijler | | Tweede pijler |               | Derde pijler  |               |
| Europese Gemeenschappen (EG) | Gemeenschappelijk buitenlands en veiligheidsbeleid (GBVB) | Politiële en justitiële samenwerking in strafzaken (PJSS)                                             |               |               |               |               |
| --- | --- | --- | ------------- | ------------- | ------------- | ------------- |
| - Douane-unie en Interne markt - Landbouw - Visserij - Mededinging - Economische en Monetaire Unie - EU-Burgerschap - Onderwijs en Cultuur - Transeuropese Netwerken - Consumentenbescherming - Volksgezondheid - Onderzoek - Milieu - Sociaal beleid - Asielbeleid - Verdrag van Schengen - Immigratiebeleid | Buitenlands beleid: - EU battle groups, European Rapid Reaction Force, EUFOR - Vredesoperaties - Mensenrechten - Democratie - Buitenlandse hulp Veiligheidsbeleid: - Europees Veiligheids- en Defensiebeleid | - Drugs- en Wapensmokkel - Terrorisme - Mensensmokkel - Georganiseerde misdaad - Oplichting en fraude |               |               |               |               |
| | | |               |               |               |               |

## Tijdlijn
Tijdlijn met de ontwikkeling van de Europese Unie
|                          |                                        |                                                          |                                                          |                                                          |                                                          |                           |                           |                    |      |          |      |
| 1948                     | 1952                                   | 1958                                                     | 1967                                                     | 1987                                                     | 1993                                                     | 1993                      | 1999                      | 2002               | 2003 | 2009     | 2011 |
| Brussel                  | EGKS                                   | EEG / Euratom                                            | Fusieverdrag                                             | Europese Akte                                            | EU-Verdrag                                               | EU-Verdrag                | Amsterdam                 |                    | Nice | Lissabon |      |
|                          |                                        |                                                          | Europese Gemeenschap voor Kolen en Staal (EGKS)          |                                                          |                                                          |                           |                           |                    |      |          |      |
|                          |                                        | Europese Gemeenschap voor Atoomenergie (EURATOM)         |                                                          |                                                          |                                                          |                           |                           |                    |      |          |      |
|                          | Europese Economische Gemeenschap (EEG) | Europese Economische Gemeenschap (EEG)                   | → P Ĳ L E R S →                                          |                                                          | Europese Gemeenschap (EG)                                | Europese Gemeenschap (EG) | Europese Gemeenschap (EG) | Europese Unie (EU) |      |          |      |
|                          | ↑Europese Gemeenschappen↑              | ↑Europese Gemeenschappen↑                                | ↑Europese Gemeenschappen↑                                | Justitie & Binnenlandse Zaken (JBZ)                      | Europese Gemeenschap (EG)                                | Europese Gemeenschap (EG) | Europese Gemeenschap (EG) | Europese Unie (EU) |      |          |      |
|                          |                                        | Politiële & justitiële samenwerking in strafzaken (PJSS) | → P Ĳ L E R S →                                          |                                                          |                                                          |                           |                           | Europese Unie (EU) |      |          |      |
|                          | Europese politieke samenwerking (EPS)  | Gemeenschappelijk buitenlands & veiligheidsbeleid (GBVB) | Gemeenschappelijk buitenlands & veiligheidsbeleid (GBVB) | Gemeenschappelijk buitenlands & veiligheidsbeleid (GBVB) | Gemeenschappelijk buitenlands & veiligheidsbeleid (GBVB) |                           |                           | Europese Unie (EU) |      |          |      |
|                          | Europese politieke samenwerking (EPS)  |                                                          |                                                          |                                                          |                                                          |                           |                           | Europese Unie (EU) |      |          |      |
| West-Europese Unie (WEU) |                                        |                                                          |                                                          |                                                          |                                                          |                           |                           | Europese Unie (EU) |      |          |      |
|                          |                                        |                                                          |                                                          |                                                          |                                                          |                           |                           |                    |      |          |      |